# ヒースロー・ターミナル4駅
ヒースロー・ターミナル4駅 (Heathrow Terminal 4 railway station) は、ロンドン・ヒースロー空港にある駅。
ヒースロー・コネクトおよびヒースロー・エクスプレス・シャトルが発着する。当駅はヒースロー・エアポート・ホールディングスの玄孫会社ヒースロー・エアポート・リミテッド (Heathrow Airport Limited) の所有であるが、管理はヒースロー・エクスプレスの運行会社であるヒースロー・エクスプレス・オペレーティング・カンパニー (Heathrow Express Operating Company Limited) が行っている。
ヒースロー空港にはロンドン地下鉄のピカデリー線も乗り入れているが、ピカデリー線のターミナル4駅と当駅は別の駅となっている。

## 概要
ヒースロー空港の空港ターミナル4のアクセス駅。ターミナル1・2・3およびターミナル5にはそれぞれヒースロー・セントラル駅、ヒースロー・ターミナル5駅がアクセス駅となる。当駅とヒースロー・セントラル駅間については無料で利用できる。
なお、ロンドン交通局のトラベルカードについては、ピカデリー線のターミナル4駅がトラベルカード・ゾーン6内にあるのに対し、当駅では利用できない。

## 歴史
1999年の開業当初は市内中心部パディントン駅との間を直通するヒースロー・エクスプレスが発着していたが、2008年3月にヒースロー空港のターミナル5が開業したのに伴い、そちらへのアクセス駅であるヒースロー・ターミナル5駅がヒースロー・エクスプレスの発着駅となったため、代わってヒースロー・コネクトが当駅に乗り入れるようになった。その後しばらく当駅を発着する列車はヒースロー・コネクトのみであったが、2010年5月からヒースロー・セントラル駅と当駅の間を往復するヒースロー・エクスプレス・シャトルが運行を開始し、現在に至る。
クロスレール1が2018年頃を目処として当駅に乗り入れる予定である。

## 隣の駅
■ヒースロー・コネクト
パディントン - ヒースロー
ヒースロー・セントラル駅 - ヒースロー・ターミナル4駅
■ヒースロー・エクスプレス
“ヒースロー・シャトル”
ヒースロー・セントラル駅 - ヒースロー・ターミナル4駅

## ギャラリー

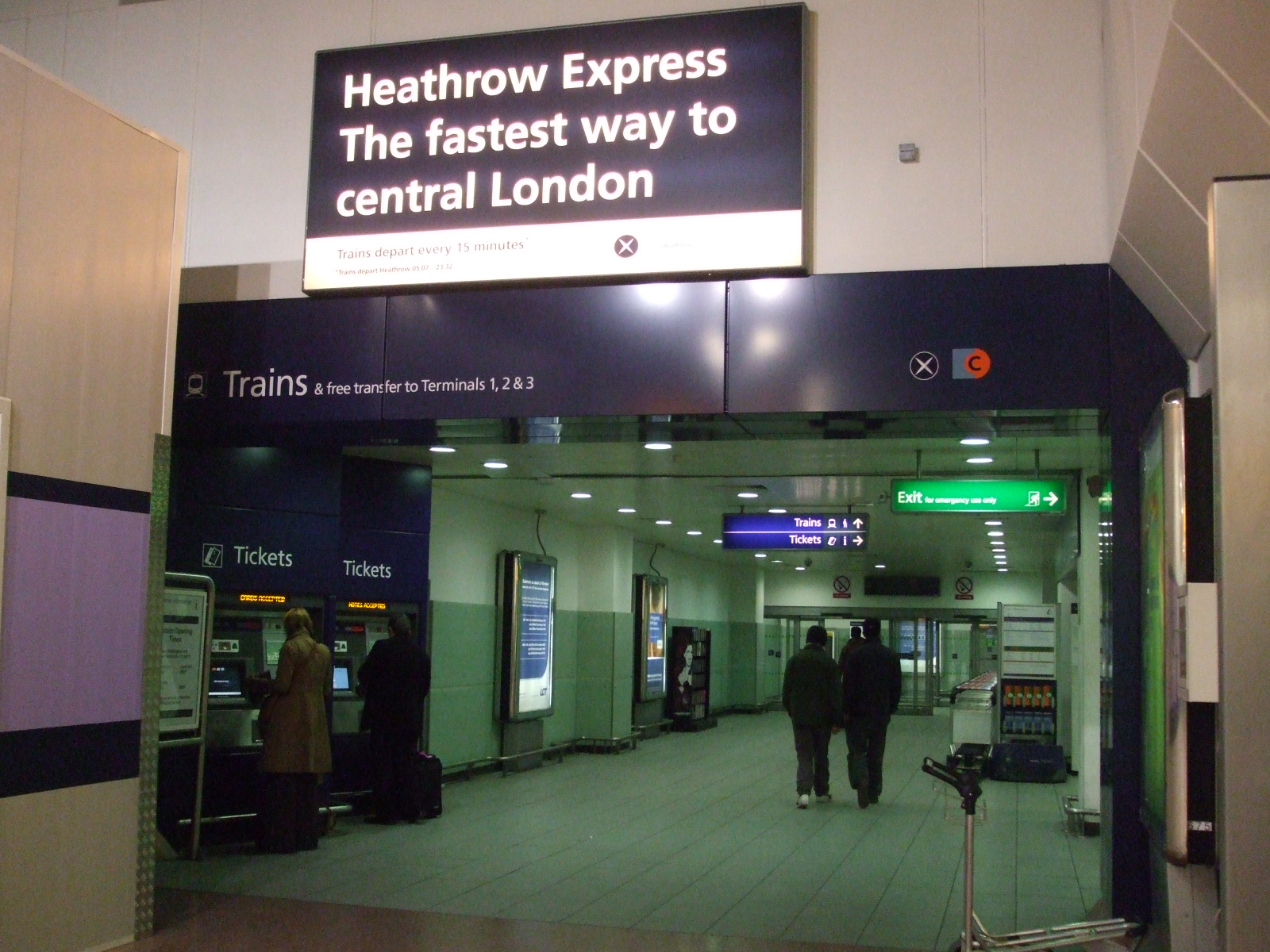
ターミナル4到着ゲート側の駅入口
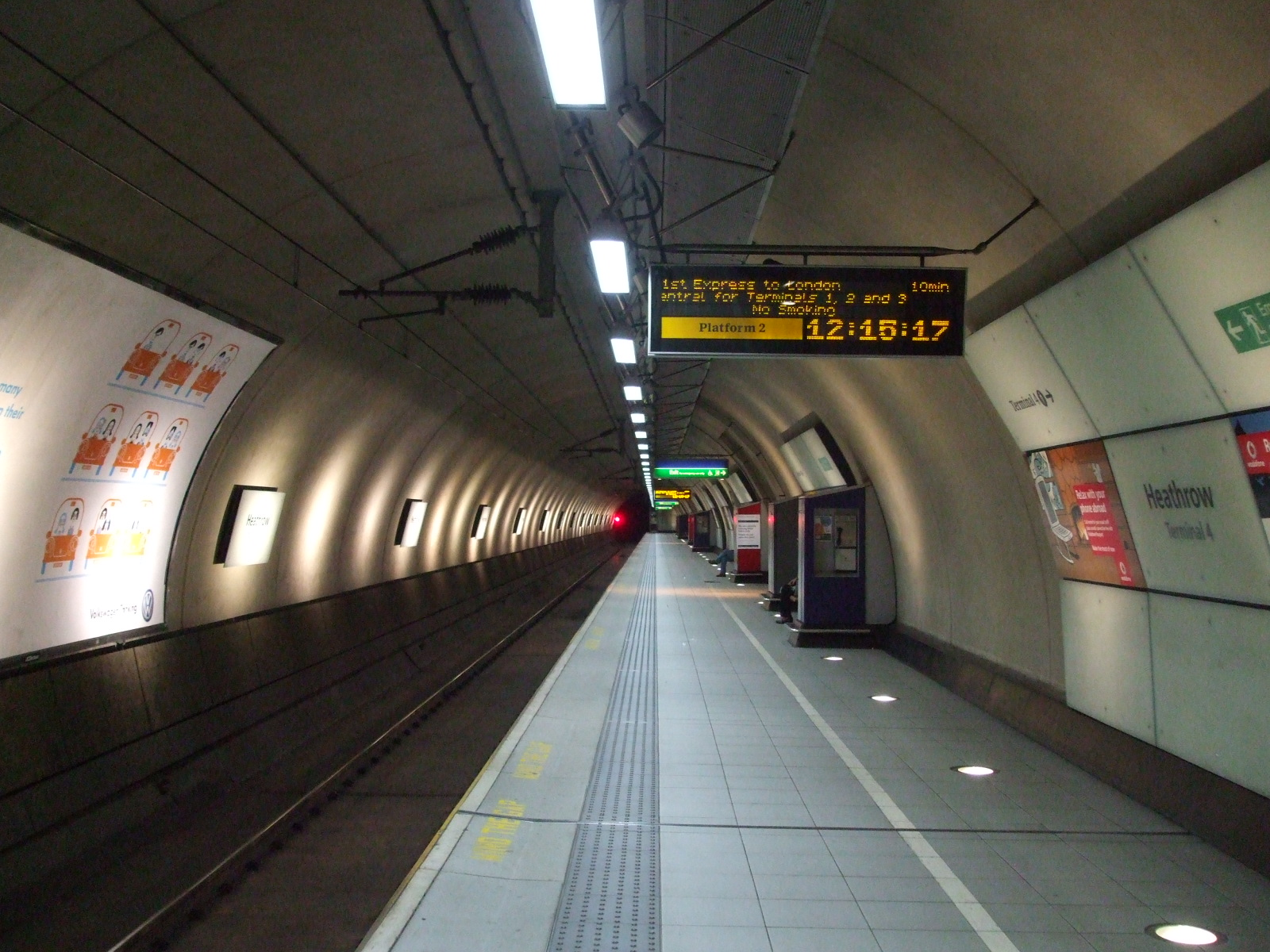
ホームからロンドン方を見る